# Melody of Oblivion
Melody of Oblivion (忘却の旋律, Bōkyaku no senritsu) est un manga écrit et dessiné par Shinji Katakura. Il a été prépublié par le magazine Shōnen Ace de l'éditeur Kadokawa Shoten puis relié en six tomes publiés du 10 avril 2003 au 25 décembre 2004.
Le manga a ensuite été adapté en une série télévisée d'animation produite par les studios Gainax et J.C.Staff de 24 épisodes de 24 minutes diffusés du 6 avril 2004 au 21 septembre 2004 sur la chaine TBS.